# Байбарс
Ал-Малик Ал Захир Рукнадин Байбарс Ассалихи, известен само като Байбарс, е четвъртият мамелюкски султан на Египет и Сирия, талантлив военачалник от кумански произход. Издига се от обикновен слуга до султан, който управлява между 1260 и 1277 и обединява Сирия и Египет. Известен е с военните си кампании срещу монголците и кръстоносците:с. 239 и с вътрешните административни реформи. В арабския свят все още е популярна народната легенда Sirat Baybars, разказваща за живота му.

## Произход и живот в робство
Роден е през 1223 г. в страната на кипчаките на север от Черно море.
След като монголите нахлуват в родината му около 1242 г., Байбарс с още много свои сънародници е продаден като роб. Тюркоезичните роби, които формират гръбнака на повечето ислямски армии, са много ценени и в крайна сметка Байбарс е купен от един от султаните от династията Аюбиди в Египет. Преминава военно обучение на остров Рода в р. Нил и показва големи военни умения. Назначен е за командир на личната стража на султана през 1246 г.
Байбарс се прославя като командир на аюбидската армия в битките при Ел Мансур и Фарискур през 1250 г. срещу участниците в Седмия кръстоносен поход. Предводителят на похода крал Луи Девети попада в плен, но по-късно е освободен срещу огромен откуп. Новият султан на Египет Туран-шах II ибн Айюб настройва мамелюците срещу себе си. Осъзнавайки своята военна сила, група мамелюкски емири начело с Байбарс организира убийството на Туран-шах и слага край на управлението на Аюбидите. На престола се възкачва вдовицата на султан Туран-шах Шаджар ад-Дур, която взема за съпруг мамелюка Айбек.
Аюбидите в Египет са верноподаници на Абасидския халифат, но той престава да съществува през 1258 г., когато монголите превземат Багдад и убиват халиф ал-Мустазим. Следващата година 120 000-хилядна монголска армия под командването на Хулагу хан прекосява река Ефрат и навлиза в Сирия. Скоро след като новината за монголското нахлуване достига до Египет, мамелюкът Кутуз се самопровъзгласява за султан (1259) и организира успешно съпротивата срещу монголците, като се съюзява с Байбарс. Решаващата битка е при Айн Джалут в Палестина през септември 1260 г., когато мамелюците побеждават монголците. Байбарс изиграва решаваща роля в битката, скоро след нея организира заговор, убива Кутуз и е избран за султан.

## Управление
Три години по-късно Байбарс възстановява халифата като провъзгласява за халиф един от Абасидите – ал-Мустанзир, който на свой ред провъзгласява Байбарс за султан. Освен това халифът признава властта на мамелюкския султан над Египет, Сирия, Месопотамия, Диарбекир, Хиджаз и Йемен, както и върху всяка територия, отвоювана от кръстоносците или монголите. Наследниците на ал-Мустанзир продължават да носят титлата халиф, но нямат никаква реална власт в управлението.
В управлението си Байбарс се стреми да подражава на Саладин и насочва усилията си срещу кръстоносците, като е основен военен противник на Осмия и Деветия кръстоносен поход. Започва да укрепва завоеванията си като преустройва всички крепости в Сирия, разрушени от монголите и създава нови арсенали, строи военни и товарни кораби. За да консолидира мюсюлманските сили, обединява Сирия и Египет. Завладява няколкото останали града в Сирия, управлявани от аюбидски принцове.
От 1265 до 1271 г. провежда ежегодни кампании срещу кръстоносците, като завладява Арсуф, Хайфа и Антиохия (май 1268). Между 1271 и 1273 г. разбива асасините в Сирия. Провежда офанзива и срещу арменците (които са се съюзили с монголите), като опустошава земите им и разграбва градовете им. През 1276 г. покорява Кесарея в Кападокия (дн. Кайсери). За да подсигури границите на Египет на юг и запад, Байбарс изпраща военни експедиции в Нубия и Либия, като лично командва 15 кампании.
Царуването му бележи начало на господството на мамелюците в Източното Средиземноморие и затвърждава трайността на тяхната военна система.
Байбарс умира на 1 юли 1277 г. в Дамаск.